# لين تشاندلر
لين تشاندلر (بالإنجليزية: Lane Chandler)‏ مواليد 4 يونيو 1899 في كولبيرتسون، الولايات المتحدة - الوفاة 14 سبتمبر 1972 في لوس أنجلوس، هو ممثل أمريكي بدأ مسيرته الفنية سنة 1921. امتدت مسيرته الفنية لأكثر من 50 عاما. من أعماله أحب وتعلم.

## روابط خارجية
- لين تشاندلر على موقع IMDb (الإنجليزية)
- لين تشاندلر على موقع أول موفي (الإنجليزية)
- لين تشاندلر على موقع قاعدة بيانات الأفلام السويدية (السويدية)
- لين تشاندلر على موقع إن إن دي بي (الإنجليزية)
- لين تشاندلر على موقع قاعدة بيانات الفيلم (الإنجليزية)